# Obszar zajmowany
Obszar zajmowany (ang. area of occupancy, AOO) – w czerwonej księdze gatunków zagrożonych obszar dogodnego siedliska znajdujący się wewnątrz zasięgu występowania (Extent of occurrence, EOO), na którym dany gatunek faktycznie występuje. W przeciwieństwie do zasięgu występowania, obszar zajmowany uwzględnia wyłącznie obszary, na których dany gatunek jest spotykany. Obszar zajmowany obliczany jest poprzez nakładanie na zasięg występowania siatki o poziomie rozdzielczości wynoszącym zazwyczaj 4 km² (tzn. każda komórka ma powierzchnię 2 x 2 km) oraz następne mnożenie liczby komórek, na których stwierdzono obecność osobników danego gatunku przez powierzchnię komórek (zazwyczaj 4 km²). Obszar zajmowany jest jednym z kryteriów pomagających w nadaniu danemu gatunkowi prawidłowej kategorii zagrożenia.